# Пулемёт Шоша

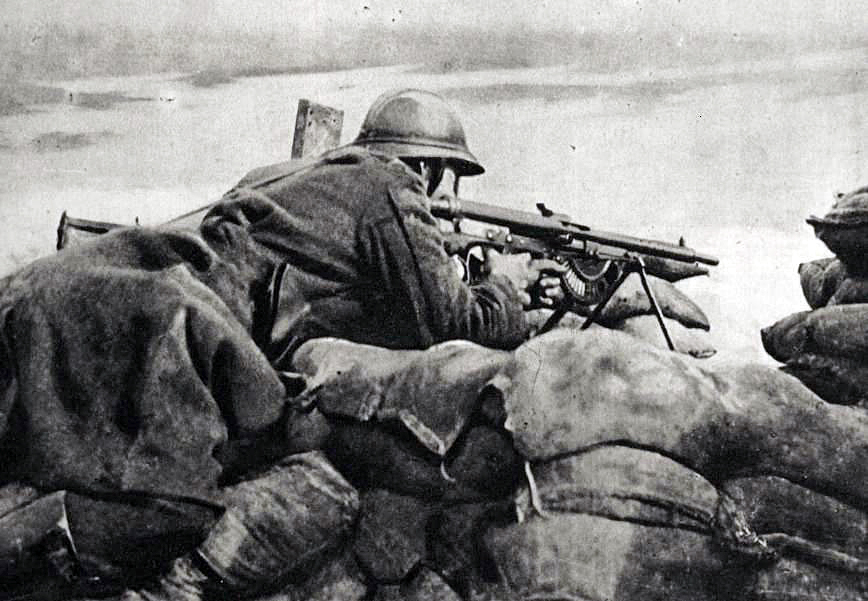
Бельгийский пулемётчик с пулемётом Шоша. Западный фронт,1918 г.

Ручной пулемёт системы Шоша́ (фр. Fusil-Mitrailleur Chauchat Mle 1915 CSRG) — ручной пулемёт («автоматическое ружьё» или «ружьё-пулемёт» в тогдашней терминологии), используемый главным образом французской армией, но также и другими странами, в течение и после Первой мировой войны. Этот пулемёт стал одним из первых ручных пулемётов начала XX века. Считается[кем?] одним из худших пулемётов XX века.
Произношение «пулемёт Шо́ша» — неправильное, нормы французского языка требуют ударение ставить на последний слог, а фамилия Шоша по-русски не склоняется.

## История создания
Пулемёт был разработан полковником французской армии Луи Шоша (Louis Chauchat) совместно с конструктором Шарлем Сютте (Charles Sutter) и технологом Полем Рибейролем (Paul Ribeyrolles) в 1915 году, под патрон 8×50R, созданный для состоявшей на вооружении французской армии винтовки Николя Лебеля. Большая часть пулемётов для французских и американских войск производилось на машиностроительной фирме «Гладиатор» (Ле-Пре-Сен-Жерве, Франция)
После окончания Первой мировой войны ручные пулемёты Шоша принимают на вооружение в армиях Польши, Греции. Некоторое их количество использовалось в Гражданских войнах в России и Испании.
В 1950—1960-х годах пулемёты Шоша ещё встречались в Центральной Африке и во Вьетнаме.

## Принцип работы

«Группа особого взвода» школы младшего начсостава 11-го отдельного сапёрного батальона. Смоленск, 1926 г.

Автоматика пулемёта работает за счёт отдачи ствола при его длинном ходе, выстрел производится с открытого затвора. Запирание канала ствола осуществляется поворотом личинки и сцеплением её боевых упоров со ствольной коробкой. Ударно-спусковой механизм ударникового типа позволяет вести непрерывный и одиночный огонь. Прицельные устройства открытого типа состоят из секторного прицела и мушки.
Применённая в пулемёте схема автоматики с длинным ходом ствола обусловила очень низкий темп стрельбы. В известной степени это обеспечивало устойчивость оружия в рамках концепции «блуждающего огня» (у пулемётчика «шоша» второго номера не было). В своих трудах теоретик автоматического оружия В. Г. Фёдоров однозначно характеризует данный класс автоматики как ненужный. Но это не так. Автоматика с очень низким темпом стрельбы может использоваться для совершенно других целей. В пулемёте использовался уникальный на то время секторный полукруглый магазин, который являлся одним из самых слабых мест оружия — нередко последний патрон переворачивался задом наперёд и приводил к заклиниванию оружия. Пулемёт Шоша вообще отличался невысокой надёжностью, чувствительностью к загрязнениям, при этом был прост в производстве и обслуживании.

В уставе РККА данный пулемёт получил следующую характеристику:
1.Ручной пулемёт системы Шоша...состоит на вооружении РККА временно, на тех же основаниях и для выполнения тех же боевых назначений, как и английский пулемёт системы Льюиса. Он несколько уступает второму в мощности и точности боя и в надёжности работы механизма, зато проще по устройству, а главное - легче и удобнее в переноске.

Примечание. Следует иметь в виду, что все имеющиеся в распоряжении Красной армии пулемёты Шоша принадлежат по срокам изготовления к эпохе мировой войны, много поработали в боях и с тех пор не подвергались ни замене ни капитальному ремонту, так как специального производства этого образца оружия на территории СССР не организовано, а комплект запасных частей иссяк. Они требуют к себе весьма бережного отношения, ибо всякая поломка или износ частей выводит из строя весь пулемёт.

## Варианты и модификации
- Mle 1915 — модель 1915 года под штатный французский винтовочный патрон 8×50 мм R.
- M1918 — модификация 1918 года под штатный американский патрон 7,62×63 мм, с изменённым стволом и магазином ёмкостью 16 патронов.
- М1915/27 — модификация обр. 1927 года для бельгийской армии с видоизменённым магазином под штатный бельгийский винтовочный патрон 7,65×53 мм «маузер».

## Страны-эксплуатанты
- Франция: пулемёт C.S.R.G. под штатный патрон 8×50 мм R Lebel был принят на вооружение французской армии в 1915 году и снят с вооружения в 1924 году[4]
- Германская империя: во время Первой мировой войны некоторое количество трофейных французских пулемётов использовалось на западном фронте
- Российская империя: в ходе Первой мировой войны в период до 1 января 1917 года было получено 500 шт., в период с 1 января до 1 октября 1917 года — ещё 5600 шт.[5], в общей сложности, во время Первой мировой войны из Франции было поставлено 6100 шт.[6], в дальнейшем использовались в ходе гражданской войны.
- РСФСР и  СССР: некоторое количество пулемётов использовалось РККА в ходе гражданской войны[7] и после её окончания. Пулемёты со складских запасов царского времени состояли на вооружении дивизий народного ополчения, применялись в ходе битвы за Москву[8]
- США: весной 1917 года почти 16 тыс. французских пулемётов C.S.R.G. (под патрон 8×50 мм R Лебель) было передано на вооружение девяти пехотных дивизий США, прибывших на западный фронт (они использовались американскими войсками под наименованием Automatic Rifle, Model 1915 (Chauchat)), а 17 августа 1918 года — заказаны ещё 25 тыс. пулемётов M1918 (под американский патрон 7,62х63 мм), которых успели выпустить в количестве свыше 19 тыс. шт.[4]
- Бельгия: принят на вооружение[4], до окончания первой мировой войны получено 6900 шт (около половины из них в 1927 году будут модифицированы под штатный патрон 7,65×53 мм «маузер»).
- Финляндия: некоторое количество пулемётов использовалось в ходе гражданской войны в Финляндии, они были приняты на вооружение финской армии под наименованием pk/15, после начала советско-финской войны ещё 5000 шт. было поставлено из Франции, в 1941—1944 годы они использовались в войне против СССР[9]
- Греция: принят на вооружение под наименованием «Гладиатор»[4], до окончания Первой мировой войны получено 3900 шт.
- Сербия: принят на вооружение, до окончания Первой мировой войны получено 3800 шт. Использовался во Вторую мировую войну югославскими партизанами.
- Румыния: принят на вооружение, до окончания Первой мировой войны получено 7200 шт.
- Польша: принят на вооружение под наименованием Chauchat wz. 1915[4], поставлено свыше 5000 шт.
- Италия: некоторое количество было получено из Франции, ими вооружили экипажи нескольких бронеавтомобилей Lancia IZ[10]. В ходе второй мировой войны трофейные пулемёты использовались итальянскими оккупационными войсками, некоторое количество сохранилось в подразделениях после возвращения их в Италию (и после капитуляции Италии и разоружения итальянских войск немцами в сентябре 1943 года несколько пулемётов оказалось у итальянских партизан)[11].
- Франкистская Испания — некоторое количество пулемётов было на вооружении отрядов фалангистов[12].
- Нацистская Германия: во время Второй мировой войны трофейные пулемёты Шоша использовались немецкими вооружёнными силами: 8-мм французские — MG-156(f); 7,65-мм бельгийские — MG-126(b); 7,9-мм югославские — MG-147(j)[4].